# Multipotencialidade
Multipotencialidade é um termo educacional e psicológico que faz referência à habilidade e preferência de uma pessoa, particularmente com forte curiosidade intelectual e/ou artística, em alcançar sucesso em duas ou mais áreas.

Pode, também, referir-se a um indivíduo cujos interesses ocupam vários campos ou áreas, em vez de serem focados em apenas um. Tais características são chamadas multipotencialidades, enquanto o termo "multipotenciais" foi sugerido como um nome para aqueles que possuem essa característica.
Em contrapartida, aqueles cujos interesses residem principalmente em um único campo são chamados de "especialistas".

## História

### Etimologia
Uma primeira instância do registro do termo vem de pesquisas relevantes em superdotação.
Em 1972, R.H. Fredrickson et al. definiu uma pessoa multipotencial como alguém que, "quando inserido com ambientes apropriados, pode selecionar e desenvolver uma série de competências em alto nível".
Em 1990, Barbara Sher definiu multipotentialidade:

Multipotencialidade é a capacidade de selecionar e desenvolver qualquer número de opções de carreira por causa de uma grande variedade de interesses, aptidões e habilidades (Frederickson & Rothney, 1972). A ampla gama de oportunidades disponíveis tende a aumentar a complexidade da tomada de decisões e a definição de metas, e pode atrasar a seleção da carreira. A multipotencialidade uma constante preocupação dos alunos com QI moderadamente elevados (120-140), aqueles que são academicamente talentosos e aqueles que têm duas ou mais habilidades, mas muito diferentes, como a virtuosidade do violino a precocidade da matemática.— Barbara Kerr Career Planning for Gifted and Talented Youth. ERIC Digest #E492.
Em 1999, a "multipotencialidade" aparece na tese de doutorado de Laurie Diane Shute, que foi intitulada "Uma investigação de multipotencialidade entre estudantes de honras universitárias".
Em 2010, a multipotencialidade aparece novamente no artigo de Tamara Fisher na semana da Educação. Sua definição:

Multipotencialidade é o estado de ter muitos talentos excepcionais, qualquer um ou mais dos quais poderia ser uma ótima carreira para essa pessoa.— Tamara Fisher Education week
Em 2010, Emilie Wapnick cunhou o termo "multipotencial" para definir o profissional (em inglês, multipotentialite), talvez para estabelecer uma identidade compartilhada entre a comunidade. Ela define dessa forma:

Um multipotencial é uma pessoa que tem muitos interesses diferentes e atividades criativas na vida.

Multipotenciais não têm "um verdadeiro chamado" como os especialistas. Ser um multipotencial é o nosso destino. Temos muitos caminhos e seguimos todos eles, sequencialmente ou simultaneamente (ou ambos).
Multipotenciais prosperam em aprender, explorar e dominar novas habilidades. Somos excelentes para reunir ideias diferentes de maneiras criativas. Isso nos faz inovadores incríveis e solucionadores de problemas.

Quando se trata de novos interesses que emergem, nossa curiosidade insaciável nos leva a absorver tudo o que podemos alcançar. Como resultado, nós desenvolvemos novas habilidades rapidamente e tendemos a ser uma riqueza de informações.— Emilie Wapnick Terminology, Puttylike

### Terminologia relevante
Embora o termo "multipotencialidade" seja freqüentemente usado de forma intercambiável com "polímata" ou "Pessoa Renascentista", os termos não são idênticos. Você não precisa ser um expert em um campo específico para ser um multipotencial.
Na verdade, Isis Jade faz uma distinção clara entre multipotencialidade e polímatas. Multipotencialidade refere-se simplesmente ao potencial de uma pessoa em vários campos, devido aos seus diversos interesses e tentativas. Polímatas, por outro lado, são distinguidos pelo seu domínio e experiência em vários campos. Nesse sentido, multipotenciais podem ser vistos como potenciais polímatas.
Outros termos utilizados para se referir a multipotenciais são  "scanners", "slashers", "generalistas", "multiapaixonados", "RP2", e "multipods", entre outros.

### Contexto
Com o advento da era industrial, as normas culturais mudaram em favor da especialização. Na verdade, nos dias atuais, quanto mais focada é a especialização, maior é a remuneração e o respeito, por exemplo: doutores PhD e advogados, médicos e engenheiros especializados. O aforismo João-faz-tudo enfatiza isso. Uma ênfase mais antiga para o generalismo e múltiplos potenciais, como o humanismo renascentista e o homem renascentista foram substituídos.
No entanto, a economia de convergência, a era da Internet, a conectividade, o aumento da Classe Criativa e outros desenvolvimentos modernos estão trazendo um retorno de uma opinião mais positiva para generalistas e multipotenciais.
Em Specialization, Polymaths And The Pareto Principle In A Convergence Economy, Jake Chapman escreve:

Os economistas nos dizem que a história do trabalho humano é uma especialização cada vez maior. Nos dias do caçador-coletor, todos os membros da tribo deveriam ter algum grau de proficiência com cada tarefa.

À medida que progredimos ao longo do continuum econômico do caçador-coletor através das economias de agricultura e industrial e agora em economias pós-industriais, a força de trabalho tornou-se mais fragmentada e agora os trabalhadores contam com mais e mais conjuntos de habilidades especializadas.
...
Historicamente, a especialização tem sido um caminho para a prosperidade. Embora a especialização tenha certas vantagens econômicas, na era da convergência tecnológica, os generalistas bem educados serão aqueles que são os mais valiosos. É hora de um renascimento do "Homem Renascentista".
...
Os pensadores renascentistas reconheceram o potencial dos indivíduos, assim como o enorme valor para ser bem sucedido. Infelizmente, em algum lugar ao longo do caminho, a ideia de alguém que se aventurou em muitos campos perdeu seu apelo cultural e começamos a louvar aqueles que buscavam expertises mais profundas.

Agora vivemos em um mundo em que as distinções entre indústrias anteriormente separadas estão se desfazendo e as oportunidades reais de crescimento são exatamente onde essas indústrias se cruzam. Aproveitar estas oportunidades do século XXI exigirá pessoas que sejam "João-faz-tudo", ou, talvez mais precisamente, mestres polímatas.— Jake Chapman

### Negócios
Organizações como startups que exigem adaptabilidade e ocupam múltiplas funções podem empregar vários multipotenciais e ter um especialista como um recurso.
Em Specialization, Polymaths And The Pareto Principle In A Convergence Economy, Chapman diz:

No mundo moderno, onde um trabalho muito comum pode exigir que alguém seja um especialista em mídia social, orador público, escritor e analista de dados, o polímata vence e o especialista é relegado para um canto de trás para serem utilizados como um recurso para outros. Como investidor, se eu fosse escolher a equipe perfeita, seria um grupo de polímatas brilhantes com um único especialista como um recurso.— Jake Chapman In Specialization, Polymaths And The Pareto Principle In A Convergence Economy
Stretch Magazine discute o papel dos multipotenciais nas organizações e como eles serão os profissionais mais demandados no futuro.

### Crítica à especialização
O contexto histórico, a sabedoria convencional atual, a vantagem comparativa, USPs (Unique Selling Propositions), entre outros, contribuem para a ampla aceitação da especialização.
Os defensores da especialização, acima, citam a excelência e suas recompensas com maior percepção em comparação com a mediocridade em tudo. Os defensores das múltiplas capacidades, abaixo, enfatizam a importância da adaptabilidade.
Em "Master of Many Trades", Robert Twigger chega até a criar a palavra "monopath": "Significa uma pessoa com uma mente estreita, um cérebro de uma via, um furo, um super-especialista, um especialista sem nenhum outro interesse - em outras palavras, o modelo de escolha no mundo ocidental." 
Essa ideia não é nova. Em Time Enough for Love (1973), Robert A. Heinlein escreveu:
Um ser humano deve ser capaz de trocar uma fralda, planejar uma invasão, cozinhar um porco, navegar um navio, projetar um prédio, escrever um soneto, equilibrar contas, construir uma parede, ajeitar um osso, confortar a morte, receber ordens, dar ordens, cooperar, agir sozinho, resolver equações, analisar um novo problema, adubar, programar um computador, cozinhar uma refeição saborosa, lutar de forma eficiente, morrer galantemente. A especialização é para insetos.— Robert A. Heinlein Time Enough for Love

## A Vida de um Multipotencial

### Vantagens
Algumas vantagens dos indivíduos que desenvolveram habilidades em vários áreas:
- aprendizado acelerado e rápida aquisição de habilidades (aprender a aprender)
- síntese de ideias
- adaptabilidade
- traduzir modos de pensamento
- inventar novas soluções
- pensamento contextual
- entusiasmo
- novidade e variedade
- se encaixam bem em papéis de liderança

De acordo com Tim Ferriss, renomado generalista: 
Em um mundo de especialistas dogmáticos, é o generalista que acaba ganhando a fama. O CEO é um contador melhor que o CFO ou CPA? Steve Jobs era um melhor programador que os principais programadores da Apple? Não, mas ele tinha uma ampla gama de habilidades e viu a interconectividade invisível. À medida que a tecnologia se torna uma mercadoria com a democratização da informação, são os generalistas de grande contexto que vão prever, inovar e crescer mais rapidamente na carreira. Existe uma razão pela qual os "generais" militares são chamados assim.
Aviso: o multipotencial pode encontrar vários problemas se eles não são tão bons ou medianos em tudo. É recomendado que o multipotencial atinja um nível acima do intermediário, ou alcance o nível de mestre em pelo menos uma área do conhecimento.

James Liu, fundador / desenvolvedor da BoxCat Games, diz:
Ao longo dos meus muitos anos de aprendizagem, iteração e ensino, cheguei às conclusões de que o processo de aprendizagem, como humano, pode ser enfatizado, ajustado e escalado facilmente.

Chega um ponto específico em sua vida, onde você pode alcançar ou obter um domínio próximo de um assunto específico. Depois disso, existe uma base de conhecimento em que você pode (e irá) construir analogias. Assim, você analisa um setor e espelha-o para um outro setor.
Eu gostaria de enfatizar, você não pode ser um "faz-tudo" sem ser um mestre de pelo menos uma área.
Pode ser habilidades social, fabricação de bonecas, matemática, idiomas, consciência emocional - você deve ser um mestre de pelo menos um para partir para outros setores...
O domínio de um área pode ser convertido em um catalisador para aprender outras áreas. Você tem conhecimento suficiente para extrair algo novo, idéias complexas que você pode identificar padrões e analogias metafóricas que podem completar um contexto.

Quanto mais você aprender, mais rápido você aprende.

### Desvantagens
- perder os benefícios da especialização, compromisso de ultra longo prazo
- distração e fadiga[22]
- dependendo da pessoa, domínio ou competência, pode demorar mais para alcançar. Embora exista alguma discordância quanto ao grau de prevalência deste fenômeno, pode ser um problema significativo para aqueles que a experimentam, levando a marcar muitos compromissos, altos níveis de estresse, confusão, paralisia por análise e escolhas impulsivas ou conformistas em crianças sobredotadas e sentimentos de alienação social, falta de  propósito, apatia e depressão nos mais brilhantes adultos.

O tédio também é uma ocorrência freqüente em multipotencialidades que já "dominaram" ou aprenderam tudo o que desejam conhecer sobre um assunto específico antes de seguir em frente.
Eles também encontrarão oposição de conselheiros de carreira, pais e amigos que desejam que eles escolham caminhos convencionais de carreira especializada.

### Estratégias
Para os desafios acima, vários recursos publicaram estratégias para lidar com a multipotencialidade:
- Evaluate whether you're a multipotentialite or a specialist who hasn't found a career path yet: Multipotentiality: When High Ability Leads to Too Many Options [25]
- Integrate several interests with an overarching theme: Overarching Theme and Renaissance Business por Emilie Wapnick, da empresa Puttylike
- The Renaissance Soul: Life Design for People with Too Many Passions to Pick Just One por Margaret Lobenstine
- Refuse to Choose!: Use All of Your Interests, Passions, and Hobbies to Create the Life and Career of Your Dreams por Barbara Sher

## Impacto
Em um mundo que supervaloriza a especialização, o termo e a sua crescente popularidade (especialmente entre a comunidade de blogs) contribuíram para o ressurgimento da consciência sobre a importância dos generalistas. O conceito foi mesmo mencionado em um jornal jamaicano como o tema da sessão de treinamento de uma competição.

Na economia atual, a criatividade e o aumento da classe criativa estão ligados ao pensamento divergente e às soluções inovadoras para os problemas atuais. Como novas ideias podem ser encontradas na interseção de vários campos, há um benefício conjunto das vantagens das multipotencialidades.

## Exemplos notáveis
Leonardo da Vinci pode ser considerado como um conhecido exemplo histórico de um gênio que passou por dificuldade associadas à  multipotencialidade.
Ao longo da história, outros multipotenciais notáveis destacaram-se em muitos campos (também polímatas), tais como:
- Juana Inés de la Cruz
- José Rizal
- Averroes
- Thomas Jefferson
- Benjamin Franklin
- Isaac Newton
- René Descartes
- Arquimedes
- Aristóteles